# Walther Hinz
Walther Hinz (* 19. November 1906 in Stuttgart; † 12. April 1992 in Göttingen) war ein deutscher Iranist und Historiker. Er lehrte als Professor für Geschichte des Nahen Ostens (1937–1945) bzw. orientalische Philologie (1957–1975) an der Universität Göttingen. Neben der Alt- und Neupersischen Sprache sowie der Geschichte Persiens von der Prähistorie bis zur Neuzeit befasste er sich auch mit dem Reich Elam und seiner Sprache.

## Leben
Nachdem der Kaufmannssohn ab 1926 zuerst Journalismus studierte, wandte er sich an der Universität Leipzig der Geschichte Osteuropas und der Orientalistik zu. Zu weiteren Studien ging er nach München und Paris. 1930 promovierte er in Leipzig mit dem Thema: Kulturgeschichte Russlands unter Peter dem Großen. Während der Arbeit an dieser Dissertation wurde sein Interesse an Persien geweckt und er setzte sein Studium bei dem Iranisten Hans Heinrich Schaeder fort. Seit 1932 arbeitete Hinz für das Reichswehrministerium, das ihn 1934 zum Referenten für Wehrwissenschaft ernannte. Nach der Machtergreifung wandte Hinz sich dem Nationalsozialismus zu. Er wurde Mitglied der SA (1933–1934) und des NSDDB. Am 23. Juli 1937 beantragte er die Aufnahme in die NSDAP und wurde rückwirkend zum 1. Mai desselben Jahres aufgenommen (Mitgliedsnummer 5.076.661).
Mit der Schrift Irans Aufstieg zum Nationalstaat im 15. Jahrhundert habilitierte sich Hinz 1934 an der Berliner Universität für das Fach Islamwissenschaft. Von Mai 1934 bis 1937 war er als Referent im neu gegründeten Reichsministerium für Wissenschaft, Erziehung und Volksbildung tätig. 1936 unternahm er eine Forschungsreise nach Iran. An der Universität Göttingen wurde er 1937 außerordentlicher und 1941 ordentlicher Professor für Geschichte des Nahen Ostens. Bertold Spuler war in dieser Zeit sein Assistent. Nach der Reichspogromnacht 1938 zeigte Hinz Verständnis dafür, dass der Bonner Altorientalist Paul Kahle entlassen werden sollte, nachdem dessen Frau Marie Kahle „so instinktlos handeln konnte“, Juden beizustehen. 1939 forschte er abermals in Iran. Während des Zweiten Weltkrieges diente er in der Wehrmacht und arbeitete 1942 bis 1945 für die Gegenspionage in der Türkei.
Auf Anweisung der britischen Militärverwaltung wurde Hinz 1945 entlassen, bis 1946 war er in Internierungshaft. Er lebte von Übersetzungen und arbeitete von 1950 bis 1957 als Schriftleiter beim Göttinger Tageblatt. Ab 1957 konnte Hinz erneut als Hochschullehrer tätig werden – nach „gründlicher Abkehr von einstmals vertretenen Positionen“ (so der Nachruf der Universität Göttingen). Bis zu seiner Emeritierung lehrte er als Ordinarius für orientalische Philologie und Direktor des Seminars für Iranistik an der Universität Göttingen. 1958, 1961 und 1963 unternahm Hinz jeweils Ausgrabungen in Iran. Seine Emeritierung erfolgte 1975. Die Universität Teheran verlieh ihm 1976 den Titel eines Ehrendoktors.
Neben seiner Tätigkeit als Hochschullehrer trat Hinz seit den 1960er Jahren als Exponent des Geistchristentums hervor. Als führendes Mitglied der „Geistigen Loge Zürich“ verfasste er zahlreiche Publikationen, die teilweise beträchtliche Auflagen erzielten.

## Forschungsschwerpunkte
Zu Beginn seiner Forschungen befasste sich Hinz mit der islamischen Zeit Persiens, den seldschukischen und safawidischen Perioden und dem Einfluss der turko-persischen Beziehungen auf die Entwicklung der persischen Identität. In den dreißiger Jahren erarbeitete er in Zusammenarbeit mit mehreren jungen Orientalisten eine Übersetzung der Amoenitates exoticae des Persien-Reisenden Engelbert Kaempfer aus dem späten 17. Jahrhundert. Sein Interesse am Iran der Gegenwart bezeugt ein Reisebericht aus dem Jahre 1938 sowie die Erarbeitung eines neupersischen Sprachführers, der mehrere Auflagen erlebte.
Später wandte Hinz sich den vorislamischen Kulturen der Achameniden und Elams zu. In seinen Beschreibungen der Kulturen berücksichtigte er die kulturellen, linguistischen und wirtschaftlichen Aspekte neben den historischen und archäologischen Fakten. Sprachwissenschaftlich bedeutsam sind seine Arbeiten über die altpersische Sprache sowie seine Forschungen zum Elamischen. Auf der Grundlage der Untersuchung von ca. 25.000 Keilschrift-Tafeln veröffentlichte er ein elamisches Namensverzeichnis und Wörterbuch mit mehreren tausend Einträgen.
Hinz war nicht nur ein ausgesprochen vielseitiger historisch und sprachwissenschaftlich arbeitender Iranist, er bearbeitete auch orientalistische Themen außerhalb seines eigentlichen Fachgebiets. Dazu gehören etwa seine Arbeiten über islamische Maße, Gewichte und Münzen oder der späte Aufsatz über die für die Geschichte des Alphabets bedeutsamen altsemitischen Sinai-Inschriften.
Als vielseitiger Forscher genoss Hinz internationale Anerkennung. Die Zarathustra-Monographie von 1961, die für die Spätdatierung der Wirksamkeit des altiranischen Propheten (7./6. Jh. v. Chr.) eintritt und eine philologisch begründete Übersetzung der Gathas enthält, lässt an einigen Stellen neben einem historischen und philologischen auch ein religiöses Interesse am Gegenstand erkennen, etwa wenn Hinz für die Echtheit der Prophetie Zarathustras eintritt.

## Schriften (Auswahl)

### Bücher
- Peter des Großen Anteil an der wissenschaftlichen und künstlerischen Kultur seiner Zeit. Breslau 1933.
- Irans Aufstieg zum Nationalstaat im fünfzehnten Jahrhundert. De Gruyter, Berlin 1936.
- Iranische Reise. Eine Forschungsfahrt durch das heutige Persien. Berlin 1938.
- Am Hofe des persischen Großkönigs (1684–1685). Das erste Buch der „Amoenitates exoticae“ von Engelbert Kaempfer. Eingeleitet und in deutscher Bearbeitung herausgegeben von Walther Hinz (= Quellen und Forschungen zur Geschichte der Geographie und Völkerkunde.) Leipzig 1940.
- Islamische Maße und Gewichte, umgerechnet ins metrische System (= Handbuch der Orientalistik. Ergänzungsband 1, Heft 1). Leiden 1955; 2. Auflage 1970.
- Zarathustra. Stuttgart 1961.
- Das Reich Elam. Kohlhammer, Stuttgart 1964.
- Altiranische Funde und Forschungen. Berlin 1969.
- Persisch. Praktischer Sprachführer. 5., völlig neubearbeitete Auflage. Berlin 1971 (ursprünglich: Persisch. Leitfaden der Umgangssprache. Berlin 1942).
- Neue Wege im Altpersischen. Wiesbaden 1973 (archive.org).
- Altiranisches Sprachgut der Nebenüberlieferungen. Wiesbaden 1975.
- Darius und die Perser. Eine Kulturgeschichte der Achämeniden. 2 Bände. Baden-Baden 1976–1979.
- mit Heidemarie Koch: Elamisches Wörterbuch. 2 Teile. Berlin 1987.
- Islamische Währungen des 11.–19. Jahrhunderts, umgerechnet in Gold. Ein Beitrag zur islamischen Wirtschaftsgeschichte. Wiesbaden 1991.
- Neue Erkenntnisse über die Schöpfung Gottes. ABC Verlag, Zürich 1991, ISBN 3-85516-008-2.
- History of Civilizations of Central Asia. Band 2–3. Paris 1994–1996.

### Artikel
- Schah Esma'il II. Ein Beitrag zur Geschichte der Safawiden. In: Mitteilungen des Seminars für orientalische Sprachen, 2. Abteilung. Band 36, 1933, S. 19–99, ZDB-ID 281701-9.
- Kyros. In: Reallexikon der Assyriologie und Vorderasiatischen Archäologie. Band 6. 1980–1983, S. 401.
- mit Rykle Borger: Die Behistun-Inschrift Darius’ des Großen. In: Rechts- und Wirtschaftsurknden. Historisch-chronologische Texte (= Texte aus der Umwelt des Alten Testament. Band I, 4). Gütersloh 1984, S. 419–450.
- Zu den Sinai-Inschriften. In: Zeitschrift der Deutschen Morgenländischen Gesellschaft. Band 141, 1991, S. 16–32.